# Палитра
Палитрата е твърда плоска повърхност, която служи на художника да разполага и смесва боите. Най-често се изработва от дърво, пластмаса или керамика. Обикновено има овална форма и е изработена така, че да може да се държи в дланта на едната ръка и да ляга на нея, докато другата ръка остава свободна за рисуване. Някои палитри имат дупка за палеца за по-голяма стабилност. Палитрата е предназначена за художници, които използват маслени или акрилни бои. Почистването ѝ никак не е лесно, затова повечето художници не го правят. Традиционната, класическа палитра се прави от тънко, но твърдо дърво. Модерните палети може да са от бяла пластмаса с леки вдлъбнатини за боите. Друг вариант е прозрачно стъкло или бял порцелан. Има и такива за еднократна употреба.
В преносен смисъл думата се употребява като синоним на цветова гама – набор от цветове, които могат да бъдат точно възпроизведени при дадени обстоятелства, например в дадено цветово пространство или на дадено изходно устройство (монитор и др.).